# Sven Rieger
Sven Rieger (1989) è un ex giocatore di football americano e allenatore di football americano tedesco che ha giocato come defensive tackle.

## Palmarès
- 1 Europeo (2014)
- 1 German Bowl (New Yorker Lions, 2014)